# Moshe ibn Ezra
Moshè ibn Ezra  sau Moshe ben Yaakov Hasalah ibn Ezra (în ebraică משה בן יעקב הסלח אבן עזרא, în arabă أبو هارون موسى بن يعقوب ابن عزرا‎, transliterat: Abu Harun Musa bin Ya'akub ibn Ezra; n. anii 1050, Granada, Zirid Dynasty⁠(d) – d. 1138, Granada, Zirid Dynasty⁠(d)) a fost un poet, lingvist și filolog evreu din Andalusia în limbile ebraică și arabă. I s-a spus Hasalah, adică „poetul penitențelor”.
S-a născut în Granada în perioada 1055 - 1060 și a murit după anul 1138.
A scris o poezie profană, apropiată de elegia și versificația arabă, și psalmi apreciați în literatura medievală ebraică.
În domeniul filologiei, a scris în arabă Kitāb al-muhādarah wal-mudhākarah („Tratat de retorică și poetică”).